# Rajd Ypres 2000
Rajd Ypres 2000 (36. Belgium Ypres Westhoek Rally) – 36 edycja rajdu samochodowego Rajd Ypres rozgrywanego w Belgii. Rozgrywany był od 23 do 25 czerwca 2000 roku. Była to dwudziesta druga runda Rajdowych Mistrzostw Europy w roku 2000 (rajd miał najwyższy współczynnik - 20), piąta runda Rajdowych Mistrzostw Belgii oraz trzecia runda Rajdowych Mistrzostw Holandii.

## Klasyfikacja rajdu
| Miejsce                                         | Kierowca                                        | Pilot                                           | Samochód                                        | Czas                                            | Strata                                          |                                                 |
| Klasyfikacja generalna, ERC i mistrzostw Belgii | Klasyfikacja generalna, ERC i mistrzostw Belgii | Klasyfikacja generalna, ERC i mistrzostw Belgii | Klasyfikacja generalna, ERC i mistrzostw Belgii | Klasyfikacja generalna, ERC i mistrzostw Belgii | Klasyfikacja generalna, ERC i mistrzostw Belgii | Klasyfikacja generalna, ERC i mistrzostw Belgii |
| ----------------------------------------------- | ----------------------------------------------- | ----------------------------------------------- | ----------------------------------------------- | ----------------------------------------------- | ----------------------------------------------- | ----------------------------------------------- |
| 1.                                              | Henrik Lundgaard                                | Jens-Christian Anker                            | Toyota Corolla WRC                              | 3:02:39.1                                       | 0.0                                             |                                                 |
| 2.                                              | Patrick Snijers                                 | Eddy Van der Pluym                              | Peugeot 206 WRC                                 | 3:05:48.9                                       | +3:09.8                                         |                                                 |
| 3.                                              | Rocco Theunissen                                | Erwin Mombaerts                                 | Toyota Corolla WRC                              | 3:07:41.0                                       | +5:01.9                                         |                                                 |
| 4.                                              | Pieter Tsjoen                                   | Steven Vergalle                                 | Toyota Corolla WRC                              | 3:08:47.0                                       | +6:07.9                                         |                                                 |
| 5.                                              | Joost Boxoen                                    | Francis Caesemaeker                             | Subaru Impreza S5 WRC '98                       | 3:09:15.9                                       | +6:36.8                                         |                                                 |
| 6.                                              | Mark Breijer                                    | Hans van Goor                                   | Subaru Impreza S5 WRC '98                       | 3:11:48.9                                       | +9:09.8                                         |                                                 |
| 7.                                              | Renaud Verreydt                                 | Jean-François Elst                              | Seat Cordoba WRC Evo2                           | 3:11:54.2                                       | +9:15.1                                         |                                                 |
| 8.                                              | Chris Van Woensel                               | Rik Snaet                                       | Mitsubishi Lancer Evo VI                        | 3:13:46.1                                       | +11:07.0                                        |                                                 |
| 9.                                              | Peter Bijvelds                                  | Piet Bijvelds                                   | Mitsubishi Lancer Evo VI                        | 3:15:28.5                                       | +12:49.4                                        |                                                 |
| 10.                                             | Frank Broekaert                                 | Guido Scheirlinck                               | Ford Escort RS Cosworth                         | 3:17:17.8                                       | +14:38.7                                        |                                                 |
| Klasyfikacja mistrzostw Holandii                |                                                 |                                                 |                                                 |                                                 |                                                 |                                                 |
| 1.                                              | Rocco Theunissen                                | Erwin Mombaerts                                 | Toyota Corolla WRC                              | 3:07:41.0                                       | 0.0                                             |                                                 |
| 2.                                              | Mark Breijer                                    | Hans van Goor                                   | Subaru Impreza S5 WRC '98                       | 3:11:48.9                                       | +4:07.9                                         |                                                 |
| 3.                                              | Peter Bijvelds                                  | Piet Bijvelds                                   | Mitsubishi Lancer Evo VI                        | 3:15:28.5                                       | +7:47.5                                         |                                                 |